# 을숙도대로
을숙도대로(Eulsukdo-daero Road, 乙淑島大路, 부산광역시도 제66호선의 일부)는 부산광역시 강서구 명지동 명호 나들목과 사하구 감천동 국민체육센터삼거리를 잇는 부산광역시의 도로이다. 2009년 10월 29일 을숙도대교가 개통하면서 같이 개통하였다. 을숙도를 통과하기 때문에 을숙도대로라 명명되었다. 강서구 명호 나들목부터 사하구 을숙도대교 교차로(66호 광장) 구간은 부산광역시도 제77호선, 을숙도대교 교차로(66호 광장) ~ 국민체육센터삼거리 구간은 부산광역시도 제66호선에 속한다.

## 연혁
- 2009년 12월 9일 : 을숙도대교 4.9km 구간을 자동차 전용도로로 지정[1]
- 2010년 2월 1일 : 유료도로로 전환 및 통행료 부과[2]
- 2010년 4월 7일 : 2개 이상 구·군에 걸쳐 있는 도로로 을숙도대로를 고시[3]

## 주요 경유지
부산광역시
- 강서구 - 사하구

## 노선
- (■): 자동차 전용도로 구간

| 이름                          | 접속 노선                                                       | 소재지     | 소재지 | 비고 |
| ----------------------------- | --------------------------------------------------------------- | ---------- | ------ | ---- |
| 명호 나들목                   | 부산광역시도 제31호선 부산광역시도 제77호선 (르노삼성대로)      | 부산광역시 | 강서구 |      |
| 명호교                        |                                                                 | 부산광역시 | 강서구 |      |
| 명지 요금소                   |                                                                 | 부산광역시 | 강서구 |      |
| 을숙도대교                    |                                                                 | 부산광역시 | 강서구 |      |
| 사하구                        |                                                                 | 부산광역시 |        |      |
| 을숙도대교 교차로 (66호 광장) | 부산광역시도 제43호선 (다대로) 부산광역시도 제66호선 (강변대로) | 부산광역시 |        |      |
| (이름 없음)                   | 하신번영로                                                      | 부산광역시 |        |      |
| 신평장림산업단지사거리        | 부산광역시도 제1002호선 (하신중앙로)                            | 부산광역시 |        |      |
| 기동대입구 교차로             | 부산광역시도 제1003호선 (장평로)                                | 부산광역시 |        |      |
| 사하경찰서사거리              | 부산광역시도 제43호선 (다대로)                                  | 부산광역시 |        |      |
| 구평고개사거리                | 서포로 장림로 을숙도대로709번길                                 | 부산광역시 |        |      |
| 구평초교삼거리                | 부산광역시도 제6601호선 (사하로)                                | 부산광역시 |        |      |
| 감천중앙부두삼거리            | 부산광역시도 제6602호선 (감천항로)                              | 부산광역시 |        |      |
| 국민체육센터삼거리            | 부산광역시도 제53호선 (감천로)                                  | 부산광역시 |        |      |

## 주요 건물 및 시설
- 을숙도대교 주식회사 (부산광역시 강서구 을숙도대로 96)
- 부산환경공단 강변사업소 (부산광역시 사하구 을숙도대로 466)
- 롯데마트 사하점 (부산광역시 사하구 을숙도대로 610)
- 부산사하경찰서 (부산광역시 사하구 을숙도대로 665)
- 장평지하차도 (기동대입구 교차로 ~ 감천중앙부두삼거리 구간)

## 주의사항
이 도로의 명호 나들목 ~ 을숙도대교 ~ 을숙도대교 교차로 구간은 자동차전용도로이므로 자전거, 보행자는 통행할 수 없다. 이륜자동차(모터사이클 혹은 오토바이)는 긴급자동차(싸이카 및 소방용 모터사이클 등)에 한해 통행이 가능하며, 그 밖의 이륜자동차는 통행할 수 없다. 이에 대한 대체도로로는 낙동강하구둑이 있다.

## 같이 보기
- 을숙도대교